# Iván Brun
Iván Alejandro Brun (Lobos, Provincia de Buenos Aires, 19 de enero de 1984) es un exfutbolista argentino. Jugaba como guardameta y su último equipo fue Real Potosí.

## Trayectoria
Iván Brun inició su carrera en 2004 con Deportivo Español, antes de jugar en Deportivo Madryn, Deportivo Coreano, Cruz del Sur de Bariloche, Boca Río Gallegos, Tristán Suárez y Sportivo Desamparados, todos en Argentina, antes de fichar por Deportivo Petrolero de Bolivia donde fue considerado como un ídolo, allí concedió treinta y tres goles y anotó un gol durante sus primeros doce partidos con el club. Posteriormente fichó por Universitario de Sucre, sin embargo sufrió impagos mientras jugaba para el club.
Antes de la temporada 2019 fichó por el Olmedo que jugaba en la Serie A de Ecuador donde sufrió una contusión craneal tras chocar con un compañero durante un partido de Liga, también sufrió impagos mientras jugaba para el club debido a sus problemas financieros. A pesar de esto, fue considerado como uno de los jugadores más destacados de la máxima categoría del fútbol ecuatoriano durante la temporada 2019.
Antes de la temporada 2020 fichó por Mushuc Runa.
En 2021 regresó a Universitario de Sucre en Bolivia.
Antes de la temporada 2023, fichó por Independiente Petrolero luego de ser el "titular indiscutible" de Universitario de Sucre durante la temporada 2022, jugando treinta y nueve de los cuarenta y dos partidos de esa temporada, incluidos los partidos de ascenso-descenso ante Libertad Gran Mamoré.
El 26 de febrero de 2025 a través de sus redes sociales anunció su retiro como futbolista.

## Clubes
| Club                    | País      | Año       |
| ----------------------- | --------- | --------- |
| Deportivo Español       | Argentina | 2004      |
| Club Germinal           | Argentina | 2004-2005 |
| Deportivo Madryn        | Argentina | 2005-2007 |
| Deportivo Coreano       | Argentina | 2007-2008 |
| Deportivo Madryn        | Argentina | 2008-2009 |
| Cruz del Sur            | Argentina | 2009-2010 |
| Boca Río Gallegos       | Argentina | 2010      |
| Tristán Suárez          | Argentina | 2011-2014 |
| Sportivo Desamparados   | Argentina | 2014      |
| Colegiales              | Argentina | 2015      |
| Petrolero               | Bolivia   | 2015-2017 |
| Universitario (USFX)    | Bolivia   | 2017-2018 |
| Olmedo                  | Ecuador   | 2019      |
| Mushuc Runa             | Ecuador   | 2020      |
| San Telmo               | Argentina | 2021      |
| Universitario (USFX)    | Bolivia   | 2021-2022 |
| Independiente Petrolero | Bolivia   | 2023      |
| Real Potosí             | Bolivia   | 2023-2024 |

## Goles anotados

### Lista de goles
| N.º | Fecha                    | Competición                 | Lugar            | Equipo                 | Resultado | Adversario      | Tipo           |
| --- | ------------------------ | --------------------------- | ---------------- | ---------------------- | --------- | --------------- | -------------- |
| 1   | 15 de septiembre de 2016 | Primera División de Bolivia | Yacuiba, Bolivia | Petrolero              | 1-0       | Guabirá         | Tiro libre (1) |
| 2   | 14 de mayo de 2017       | Primera División de Bolivia | Oruro, Bolivia   | Petrolero              | 1-4       | San José        | Tiro libre (1) |
| 3   | 30 de abril de 2017      | Primera División de Bolivia | La Paz, Bolivia  | Petrolero              | 1-5       | The Strongest   | Tiro libre (1) |
| 4   | 25 de noviembre de 2018  | Primera División de Bolivia | Sucre, Bolivia   | Universitario de Sucre | 2-1       | Nacional Potosí | Tiro libre (1) |
| 5   | 23 de agosto de 2020     | Serie A de Ecuador          | Ambato, Ecuador  | Mushuc Runa            | 2-1       | Olmedo          | Tiro libre (1) |
| 6   | 15 de diciembre de 2021  | Ascenso Indirecto 2021      | Potosí, Bolivia  | Universitario de Sucre | 2-1       | Real Potosí     | Tiro libre (1) |
| 7   | 12 de febrero de 2022    | Primera División de Bolivia | Sucre, Bolivia   | Universitario de Sucre | 4-3       | Nacional Potosí | Tiro libre (1) |